# Sosmak
Sosmak (en rus: Сосмак) és un poble de l'óblast de Kírov, a Rússia, segons el cens del 2010 tenia 506. Pertany al districte (raion) de Viàtskie Poliani.